# París-Niza 2012
La 70ª edición de la París-Niza se disputó entre el 4 y el 11 de marzo de 2012, con un total de 1153 km. 
Formó parte del UCI WorldTour 2012.
Como novedad se recuperó la tradicional cronoescalada final al Col d'Èze.
El ganador final fue Bradley Wiggins (quien además se hizo con la última etapa cronoescalada y la clasificación por puntos). Le acompañaron en el podio Lieuwe Westra y Alejandro Valverde, respectivamente.
En las otras clasificaciones secundarias se impusieron Frederik Veuchelen (montaña), Tejay van Garderen (jóvenes) y Vacansoleil-DCM (equipos).

## Equipos participantes
Tomaron parte en la carrera 22 equipos: todos los UCI ProTour (al ser obligada su participación); más 4 Profesionales Continentales mediante invitación de la organización (Team Europcar, Saur-Sojasun, Cofidis, le Crédit en Ligne y Project 1t4i). Formando así un pelotón de 176 ciclistas, con 8 corredores cada equipo, de los que acabaron 138. Los equipos participantes fueron:
| ProTeams (18)- AG2R La Mondiale - Astana - BMC Racing Team - Euskaltel-Euskadi - FDJ-BigMat - Garmin-Barracuda - Katusha Team - Lampre-ISD - Liquigas-Cannondale - Lotto-Belisol - Movistar Team - Omega Pharma-Quick Step - GreenEDGE - Rabobank - RadioShack-Nissan - Saxo Bank - Sky - Vacansoleil - DCM Equipos continentales profesionales (4)- Cofidis, le Crédit en Ligne - Team Europcar - Project 1t4i - Saur-Sojasun |
| |

## Etapas
La París-Niza 2019 constó de ocho etapas, repartidas en un prórrogo, una etapa llana, tres etapas escarpadas, dos de media montaña, dos etapas de montaña y una cronoescalada individual para un recorrido total de 1153 kilómetros.
| Etapa     | Fecha     | Recorrido                                        | type                    | Distancia (km) | Ganador            | Líder           |
| --------- | --------- | ------------------------------------------------ | ----------------------- | -------------- | ------------------ | --------------- |
| 1.ª etapa | 4 de mar  | Dampierre-en-Yvelines – Saint-Rémy-lès-Chevreuse | contrarreloj individual | 9,4            | Gustav Larsson     | Gustav Larsson  |
| 2.ª etapa | 5 de mar  | Mantes-la-Jolie – Orleans                        | etapa llana             | 185,5          | Tom Boonen         | Bradley Wiggins |
| 3.ª etapa | 6 de mar  | Vierzon – Lago de Vassivière                     | etapa escarpada         | 194            | Alejandro Valverde | Bradley Wiggins |
| 4.ª etapa | 7 de mar  | Brive-la-Gaillarde – Rodez                       | etapa escarpada         | 178            | Gianni Meersman    | Bradley Wiggins |
| 5.ª etapa | 8 de mar  | Onet-le-Château – Mende                          | etapa de media montaña  | 178,5          | Lieuwe Westra      | Bradley Wiggins |
| 6.ª etapa | 9 de mar  | Suze-la-Rousse – Sisteron                        | etapa escarpada         | 178,5          | Luis León Sánchez  | Bradley Wiggins |
| 7.ª etapa | 10 de mar | Sisteron – Niza                                  | etapa de media montaña  | 219,5          | Thomas de Gendt    | Bradley Wiggins |
| 8.ª etapa | 11 de mar | Niza – Col d'Èze                                 | cronoescalada           | 9,6            | Bradley Wiggins    | Bradley Wiggins |

## Desarrollo de la carrera

### Prólogo
| Dampierre-en-Yvelines - Saint-Rémy-lès-Chevreuse | contrarreloj individual | (9,4 km) |

| \| Clasificación de la etapa \| Clasificación de la etapa \| Clasificación de la etapa \| Clasificación de la etapa \| Clasificación de la etapa \| \| Ciclista \| Ciclista \| Equipo \| Tiempo \| \| \| ------------------------- \| ------------------------- \| --------------------------- \| ------------------------- \| ------------------------- \| \| 1.º \| Gustav Larsson \| Vacansoleil-DCM \| 11 min 19 s \| \| \| 2.º \| Bradley Wiggins \| Team Sky \| + 1 s \| \| \| 3.º \| Levi Leipheimer \| Omega Pharma-Quick Step \| + 4 s \| \| \| 4.º \| Tejay van Garderen \| BMC Racing Team \| + 9 s \| \| \| 5.º \| Thomas de Gendt \| Vacansoleil-DCM \| + 12 s \| \| \| 6.º \| Sylvain Chavanel \| Omega Pharma-Quick Step \| + 12 s \| \| \| 7.º \| Rein Taaramäe \| Cofidis, le Crédit en Ligne \| + 13 s \| \| \| 8.º \| Markel Irizar \| RadioShack-Nissan \| + 13 s \| \| \| 9.º \| Rémi Pauriol \| FDJ-BigMat \| + 15 s \| \| \| 10.º \| Jérôme Coppel \| Saur-Sojasun \| + 15 s \| \| |                    |                             |             |
| |                    |                             |             |
| |                    |                             |             |
| Clasificación de la etapa |                    |                             |             |
| Ciclista | Ciclista           | Equipo                      | Tiempo      |
| 1.º | Gustav Larsson     | Vacansoleil-DCM             | 11 min 19 s |
| 2.º | Bradley Wiggins    | Team Sky                    | + 1 s       |
| 3.º | Levi Leipheimer    | Omega Pharma-Quick Step     | + 4 s       |
| 4.º | Tejay van Garderen | BMC Racing Team             | + 9 s       |
| 5.º | Thomas de Gendt    | Vacansoleil-DCM             | + 12 s      |
| 6.º | Sylvain Chavanel   | Omega Pharma-Quick Step     | + 12 s      |
| 7.º | Rein Taaramäe      | Cofidis, le Crédit en Ligne | + 13 s      |
| 8.º | Markel Irizar      | RadioShack-Nissan           | + 13 s      |
| 9.º | Rémi Pauriol       | FDJ-BigMat                  | + 15 s      |
| 10.º | Jérôme Coppel      | Saur-Sojasun                | + 15 s      |

| \| Clasificación general \| Clasificación general \| Clasificación general \| Clasificación general \| Clasificación general \| \| Ciclista \| Ciclista \| Equipo \| Tiempo \| \| \| --------------------- \| --------------------- \| --------------------------- \| --------------------- \| --------------------- \| \| 1.º \| Gustav Larsson \| Vacansoleil-DCM \| 11 min 19 s \| \| \| 2.º \| Bradley Wiggins \| Team Sky \| + 1 s \| \| \| 3.º \| Levi Leipheimer \| Omega Pharma-Quick Step \| + 4 s \| \| \| 4.º \| Tejay van Garderen \| BMC Racing Team \| + 9 s \| \| \| 5.º \| Thomas de Gendt \| Vacansoleil-DCM \| + 12 s \| \| \| 6.º \| Sylvain Chavanel \| Omega Pharma-Quick Step \| + 12 s \| \| \| 7.º \| Rein Taaramäe \| Cofidis, le Crédit en Ligne \| + 13 s \| \| \| 8.º \| Markel Irizar \| RadioShack-Nissan \| + 13 s \| \| \| 9.º \| Rémi Pauriol \| FDJ-BigMat \| + 15 s \| \| \| 10.º \| Jérôme Coppel \| Saur-Sojasun \| + 15 s \| \| |                    |                             |             |
| |                    |                             |             |
| |                    |                             |             |
| Clasificación general |                    |                             |             |
| Ciclista | Ciclista           | Equipo                      | Tiempo      |
| 1.º | Gustav Larsson     | Vacansoleil-DCM             | 11 min 19 s |
| 2.º | Bradley Wiggins    | Team Sky                    | + 1 s       |
| 3.º | Levi Leipheimer    | Omega Pharma-Quick Step     | + 4 s       |
| 4.º | Tejay van Garderen | BMC Racing Team             | + 9 s       |
| 5.º | Thomas de Gendt    | Vacansoleil-DCM             | + 12 s      |
| 6.º | Sylvain Chavanel   | Omega Pharma-Quick Step     | + 12 s      |
| 7.º | Rein Taaramäe      | Cofidis, le Crédit en Ligne | + 13 s      |
| 8.º | Markel Irizar      | RadioShack-Nissan           | + 13 s      |
| 9.º | Rémi Pauriol       | FDJ-BigMat                  | + 15 s      |
| 10.º | Jérôme Coppel      | Saur-Sojasun                | + 15 s      |

### Etapa 1
| Mantes-la-Jolie - Orleans | etapa llana | (185,5 km) |

| \| Clasificación de la etapa \| Clasificación de la etapa \| Clasificación de la etapa \| Clasificación de la etapa \| Clasificación de la etapa \| \| Ciclista \| Ciclista \| Equipo \| Tiempo \| \| \| ------------------------- \| ------------------------- \| ------------------------- \| ------------------------- \| ------------------------- \| \| 1.º \| Tom Boonen \| Omega Pharma-Quick Step \| 4 h 22 min 15 s \| \| \| 2.º \| José Joaquín Rojas \| Movistar Team \| + 0 s \| \| \| 3.º \| John Degenkolb \| Project 1t4i \| + 0 s \| \| \| 4.º \| Sep Vanmarcke \| Garmin-Barracuda \| + 0 s \| \| \| 5.º \| Francesco Gavazzi \| Astana \| + 0 s \| \| \| 6.º \| Ángel Vicioso \| Katusha \| + 0 s \| \| \| 7.º \| Maxime Monfort \| RadioShack-Nissan \| + 0 s \| \| \| 8.º \| Alejandro Valverde \| Movistar Team \| + 0 s \| \| \| 9.º \| Taylor Phinney \| BMC Racing Team \| + 0 s \| \| \| 10.º \| Geraint Thomas \| Team Sky \| + 0 s \| \| |                    |                         |                 |
| |                    |                         |                 |
| |                    |                         |                 |
| Clasificación de la etapa |                    |                         |                 |
| Ciclista | Ciclista           | Equipo                  | Tiempo          |
| 1.º | Tom Boonen         | Omega Pharma-Quick Step | 4 h 22 min 15 s |
| 2.º | José Joaquín Rojas | Movistar Team           | + 0 s           |
| 3.º | John Degenkolb     | Project 1t4i            | + 0 s           |
| 4.º | Sep Vanmarcke      | Garmin-Barracuda        | + 0 s           |
| 5.º | Francesco Gavazzi  | Astana                  | + 0 s           |
| 6.º | Ángel Vicioso      | Katusha                 | + 0 s           |
| 7.º | Maxime Monfort     | RadioShack-Nissan       | + 0 s           |
| 8.º | Alejandro Valverde | Movistar Team           | + 0 s           |
| 9.º | Taylor Phinney     | BMC Racing Team         | + 0 s           |
| 10.º | Geraint Thomas     | Team Sky                | + 0 s           |

| \| Clasificación general \| Clasificación general \| Clasificación general \| Clasificación general \| Clasificación general \| \| Ciclista \| Ciclista \| Equipo \| Tiempo \| \| \| --------------------- \| --------------------- \| ----------------------- \| --------------------- \| --------------------- \| \| 1.º \| Bradley Wiggins \| Team Sky \| 4 h 33 min 32 s \| \| \| 2.º \| Levi Leipheimer \| Omega Pharma-Quick Step \| + 6 s \| \| \| 3.º \| Tom Boonen \| Omega Pharma-Quick Step \| + 7 s \| \| \| 4.º \| Tejay van Garderen \| BMC Racing Team \| + 11 s \| \| \| 5.º \| Sylvain Chavanel \| Omega Pharma-Quick Step \| + 14 s \| \| \| 6.º \| Maxime Monfort \| RadioShack-Nissan \| + 18 s \| \| \| 7.º \| Taylor Phinney \| BMC Racing Team \| + 21 s \| \| \| 8.º \| Lieuwe Westra \| Vacansoleil-DCM \| + 22 s \| \| \| 9.º \| Geraint Thomas \| Team Sky \| + 28 s \| \| \| 10.º \| José Joaquín Rojas \| Movistar Team \| + 29 s \| \| |                    |                         |                 |
| |                    |                         |                 |
| |                    |                         |                 |
| Clasificación general |                    |                         |                 |
| Ciclista | Ciclista           | Equipo                  | Tiempo          |
| 1.º | Bradley Wiggins    | Team Sky                | 4 h 33 min 32 s |
| 2.º | Levi Leipheimer    | Omega Pharma-Quick Step | + 6 s           |
| 3.º | Tom Boonen         | Omega Pharma-Quick Step | + 7 s           |
| 4.º | Tejay van Garderen | BMC Racing Team         | + 11 s          |
| 5.º | Sylvain Chavanel   | Omega Pharma-Quick Step | + 14 s          |
| 6.º | Maxime Monfort     | RadioShack-Nissan       | + 18 s          |
| 7.º | Taylor Phinney     | BMC Racing Team         | + 21 s          |
| 8.º | Lieuwe Westra      | Vacansoleil-DCM         | + 22 s          |
| 9.º | Geraint Thomas     | Team Sky                | + 28 s          |
| 10.º | José Joaquín Rojas | Movistar Team           | + 29 s          |

### Etapa 2
| Vierzon - Lago de Vassivière | etapa escarpada | (194 km) |

| \| Clasificación de la etapa \| Clasificación de la etapa \| Clasificación de la etapa \| Clasificación de la etapa \| Clasificación de la etapa \| \| Ciclista \| Ciclista \| Equipo \| Tiempo \| \| \| ------------------------- \| ------------------------- \| ------------------------- \| ------------------------- \| ------------------------- \| \| 1.º \| Alejandro Valverde \| Movistar Team \| 4 h 36 min 19 s \| \| \| 2.º \| Simon Gerrans \| GreenEDGE Cycling \| + 0 s \| \| \| 3.º \| Gianni Meersman \| Lotto-Belisol \| + 0 s \| \| \| 4.º \| Luis León Sánchez \| Rabobank \| + 0 s \| \| \| 5.º \| Xavier Florencio \| Katusha \| + 0 s \| \| \| 6.º \| Eros Capecchi \| Liquigas-Cannondale \| + 0 s \| \| \| 7.º \| Maxime Monfort \| RadioShack-Nissan \| + 0 s \| \| \| 8.º \| Jonathan Hivert \| Saur-Sojasun \| + 0 s \| \| \| 9.º \| Francesco Gavazzi \| Astana \| + 0 s \| \| \| 10.º \| Lieuwe Westra \| Vacansoleil-DCM \| + 0 s \| \| |                    |                     |                 |
| |                    |                     |                 |
| |                    |                     |                 |
| Clasificación de la etapa |                    |                     |                 |
| Ciclista | Ciclista           | Equipo              | Tiempo          |
| 1.º | Alejandro Valverde | Movistar Team       | 4 h 36 min 19 s |
| 2.º | Simon Gerrans      | GreenEDGE Cycling   | + 0 s           |
| 3.º | Gianni Meersman    | Lotto-Belisol       | + 0 s           |
| 4.º | Luis León Sánchez  | Rabobank            | + 0 s           |
| 5.º | Xavier Florencio   | Katusha             | + 0 s           |
| 6.º | Eros Capecchi      | Liquigas-Cannondale | + 0 s           |
| 7.º | Maxime Monfort     | RadioShack-Nissan   | + 0 s           |
| 8.º | Jonathan Hivert    | Saur-Sojasun        | + 0 s           |
| 9.º | Francesco Gavazzi  | Astana              | + 0 s           |
| 10.º | Lieuwe Westra      | Vacansoleil-DCM     | + 0 s           |

| \| Clasificación general \| Clasificación general \| Clasificación general \| Clasificación general \| Clasificación general \| \| Ciclista \| Ciclista \| Equipo \| Tiempo \| \| \| --------------------- \| --------------------- \| ----------------------- \| --------------------- \| --------------------- \| \| 1.º \| Bradley Wiggins \| Team Sky \| 9 h 09 min 51 s \| \| \| 2.º \| Levi Leipheimer \| Omega Pharma-Quick Step \| + 6 s \| \| \| 3.º \| Tejay van Garderen \| BMC Racing Team \| + 11 s \| \| \| 4.º \| Sylvain Chavanel \| Omega Pharma-Quick Step \| + 14 s \| \| \| 5.º \| Maxime Monfort \| RadioShack-Nissan \| + 18 s \| \| \| 6.º \| Alejandro Valverde \| Movistar Team \| + 20 s \| \| \| 7.º \| Lieuwe Westra \| Vacansoleil-DCM \| + 22 s \| \| \| 8.º \| José Joaquín Rojas \| Movistar Team \| + 29 s \| \| \| 9.º \| Simon Špilak \| Katusha \| + 33 s \| \| \| 10.º \| Robert Kiserlovski \| Astana \| + 36 s \| \| |                    |                         |                 |
| |                    |                         |                 |
| |                    |                         |                 |
| Clasificación general |                    |                         |                 |
| Ciclista | Ciclista           | Equipo                  | Tiempo          |
| 1.º | Bradley Wiggins    | Team Sky                | 9 h 09 min 51 s |
| 2.º | Levi Leipheimer    | Omega Pharma-Quick Step | + 6 s           |
| 3.º | Tejay van Garderen | BMC Racing Team         | + 11 s          |
| 4.º | Sylvain Chavanel   | Omega Pharma-Quick Step | + 14 s          |
| 5.º | Maxime Monfort     | RadioShack-Nissan       | + 18 s          |
| 6.º | Alejandro Valverde | Movistar Team           | + 20 s          |
| 7.º | Lieuwe Westra      | Vacansoleil-DCM         | + 22 s          |
| 8.º | José Joaquín Rojas | Movistar Team           | + 29 s          |
| 9.º | Simon Špilak       | Katusha                 | + 33 s          |
| 10.º | Robert Kiserlovski | Astana                  | + 36 s          |

### Etapa 3
| Brive-la-Gaillarde - Rodez | etapa escarpada | (178 km) |

| \| Clasificación de la etapa \| Clasificación de la etapa \| Clasificación de la etapa \| Clasificación de la etapa \| Clasificación de la etapa \| \| Ciclista \| Ciclista \| Equipo \| Tiempo \| \| \| ------------------------- \| ------------------------- \| ------------------------- \| ------------------------- \| ------------------------- \| \| 1.º \| Gianni Meersman \| Lotto-Belisol \| 4 h 21 min 01 s \| \| \| 2.º \| Grega Bole \| Lampre-ISD \| + 0 s \| \| \| 3.º \| Lieuwe Westra \| Vacansoleil-DCM \| + 0 s \| \| \| 4.º \| Xavier Florencio \| Katusha \| + 0 s \| \| \| 5.º \| Jonathan Hivert \| Saur-Sojasun \| + 0 s \| \| \| 6.º \| Simon Geschke \| Project 1t4i \| + 0 s \| \| \| 7.º \| Nicolas Roche \| AG2R La Mondiale \| + 0 s \| \| \| 8.º \| Alejandro Valverde \| Movistar Team \| + 0 s \| \| \| 9.º \| Francesco Gavazzi \| Astana \| + 0 s \| \| \| 10.º \| Bradley Wiggins \| Team Sky \| + 0 s \| \| |                    |                  |                 |
| |                    |                  |                 |
| |                    |                  |                 |
| Clasificación de la etapa |                    |                  |                 |
| Ciclista | Ciclista           | Equipo           | Tiempo          |
| 1.º | Gianni Meersman    | Lotto-Belisol    | 4 h 21 min 01 s |
| 2.º | Grega Bole         | Lampre-ISD       | + 0 s           |
| 3.º | Lieuwe Westra      | Vacansoleil-DCM  | + 0 s           |
| 4.º | Xavier Florencio   | Katusha          | + 0 s           |
| 5.º | Jonathan Hivert    | Saur-Sojasun     | + 0 s           |
| 6.º | Simon Geschke      | Project 1t4i     | + 0 s           |
| 7.º | Nicolas Roche      | AG2R La Mondiale | + 0 s           |
| 8.º | Alejandro Valverde | Movistar Team    | + 0 s           |
| 9.º | Francesco Gavazzi  | Astana           | + 0 s           |
| 10.º | Bradley Wiggins    | Team Sky         | + 0 s           |

| \| Clasificación general \| Clasificación general \| Clasificación general \| Clasificación general \| Clasificación general \| \| Ciclista \| Ciclista \| Equipo \| Tiempo \| \| \| --------------------- \| --------------------- \| ----------------------- \| --------------------- \| --------------------- \| \| 1.º \| Bradley Wiggins \| Team Sky \| 13 h 30 min 52 s \| \| \| 2.º \| Levi Leipheimer \| Omega Pharma-Quick Step \| + 6 s \| \| \| 3.º \| Tejay van Garderen \| BMC Racing Team \| + 11 s \| \| \| 4.º \| Sylvain Chavanel \| Omega Pharma-Quick Step \| + 14 s \| \| \| 5.º \| Maxime Monfort \| RadioShack-Nissan \| + 18 s \| \| \| 6.º \| Lieuwe Westra \| Vacansoleil-DCM \| + 18 s \| \| \| 7.º \| Alejandro Valverde \| Movistar Team \| + 20 s \| \| \| 8.º \| José Joaquín Rojas \| Movistar Team \| + 29 s \| \| \| 9.º \| Simon Špilak \| Katusha \| + 33 s \| \| \| 10.º \| Robert Kiserlovski \| Astana \| + 36 s \| \| |                    |                         |                  |
| |                    |                         |                  |
| |                    |                         |                  |
| Clasificación general |                    |                         |                  |
| Ciclista | Ciclista           | Equipo                  | Tiempo           |
| 1.º | Bradley Wiggins    | Team Sky                | 13 h 30 min 52 s |
| 2.º | Levi Leipheimer    | Omega Pharma-Quick Step | + 6 s            |
| 3.º | Tejay van Garderen | BMC Racing Team         | + 11 s           |
| 4.º | Sylvain Chavanel   | Omega Pharma-Quick Step | + 14 s           |
| 5.º | Maxime Monfort     | RadioShack-Nissan       | + 18 s           |
| 6.º | Lieuwe Westra      | Vacansoleil-DCM         | + 18 s           |
| 7.º | Alejandro Valverde | Movistar Team           | + 20 s           |
| 8.º | José Joaquín Rojas | Movistar Team           | + 29 s           |
| 9.º | Simon Špilak       | Katusha                 | + 33 s           |
| 10.º | Robert Kiserlovski | Astana                  | + 36 s           |

### Etapa 4
| Onet-le-Château - Mende | etapa de media montaña | (178,5 km) |

| \| Clasificación de la etapa \| Clasificación de la etapa \| Clasificación de la etapa \| Clasificación de la etapa \| Clasificación de la etapa \| \| Ciclista \| Ciclista \| Equipo \| Tiempo \| \| \| ------------------------- \| ------------------------- \| ------------------------- \| ------------------------- \| ------------------------- \| \| 1.º \| Lieuwe Westra \| Vacansoleil-DCM \| 4 h 52 min 46 s \| \| \| 2.º \| Alejandro Valverde \| Movistar Team \| + 6 s \| \| \| 3.º \| Bradley Wiggins \| Team Sky \| + 6 s \| \| \| 4.º \| Levi Leipheimer \| Omega Pharma-Quick Step \| + 6 s \| \| \| 5.º \| Simon Špilak \| Katusha \| + 6 s \| \| \| 6.º \| Damiano Cunego \| Lampre-ISD \| + 16 s \| \| \| 7.º \| Arnold Jeannesson \| FDJ-BigMat \| + 16 s \| \| \| 8.º \| Sylwester Szmyd \| Liquigas-Cannondale \| + 24 s \| \| \| 9.º \| Rigoberto Urán \| Team Sky \| + 24 s \| \| \| 10.º \| Thomas Voeckler \| Team Europcar \| + 30 s \| \| |                    |                         |                 |
| |                    |                         |                 |
| |                    |                         |                 |
| Clasificación de la etapa |                    |                         |                 |
| Ciclista | Ciclista           | Equipo                  | Tiempo          |
| 1.º | Lieuwe Westra      | Vacansoleil-DCM         | 4 h 52 min 46 s |
| 2.º | Alejandro Valverde | Movistar Team           | + 6 s           |
| 3.º | Bradley Wiggins    | Team Sky                | + 6 s           |
| 4.º | Levi Leipheimer    | Omega Pharma-Quick Step | + 6 s           |
| 5.º | Simon Špilak       | Katusha                 | + 6 s           |
| 6.º | Damiano Cunego     | Lampre-ISD              | + 16 s          |
| 7.º | Arnold Jeannesson  | FDJ-BigMat              | + 16 s          |
| 8.º | Sylwester Szmyd    | Liquigas-Cannondale     | + 24 s          |
| 9.º | Rigoberto Urán     | Team Sky                | + 24 s          |
| 10.º | Thomas Voeckler    | Team Europcar           | + 30 s          |

| \| Clasificación general \| Clasificación general \| Clasificación general \| Clasificación general \| Clasificación general \| \| Ciclista \| Ciclista \| Equipo \| Tiempo \| \| \| --------------------- \| --------------------- \| ----------------------- \| --------------------- \| --------------------- \| \| 1.º \| Bradley Wiggins \| Team Sky \| 18 h 23 min 40 s \| \| \| 2.º \| Lieuwe Westra \| Vacansoleil-DCM \| + 6 s \| \| \| 3.º \| Levi Leipheimer \| Omega Pharma-Quick Step \| + 10 s \| \| \| 4.º \| Alejandro Valverde \| Movistar Team \| + 18 s \| \| \| 5.º \| Simon Špilak \| Katusha \| + 37 s \| \| \| 6.º \| Tejay van Garderen \| BMC Racing Team \| + 39 s \| \| \| 7.º \| Maxime Monfort \| RadioShack-Nissan \| + 46 s \| \| \| 8.º \| Arnold Jeannesson \| FDJ-BigMat \| + 1 min 06 s \| \| \| 9.º \| Sylvain Chavanel \| Omega Pharma-Quick Step \| + 1 min 16 s \| \| \| 10.º \| Robert Kiserlovski \| Astana \| + 1 min 21 s \| \| |                    |                         |                  |
| |                    |                         |                  |
| |                    |                         |                  |
| Clasificación general |                    |                         |                  |
| Ciclista | Ciclista           | Equipo                  | Tiempo           |
| 1.º | Bradley Wiggins    | Team Sky                | 18 h 23 min 40 s |
| 2.º | Lieuwe Westra      | Vacansoleil-DCM         | + 6 s            |
| 3.º | Levi Leipheimer    | Omega Pharma-Quick Step | + 10 s           |
| 4.º | Alejandro Valverde | Movistar Team           | + 18 s           |
| 5.º | Simon Špilak       | Katusha                 | + 37 s           |
| 6.º | Tejay van Garderen | BMC Racing Team         | + 39 s           |
| 7.º | Maxime Monfort     | RadioShack-Nissan       | + 46 s           |
| 8.º | Arnold Jeannesson  | FDJ-BigMat              | + 1 min 06 s     |
| 9.º | Sylvain Chavanel   | Omega Pharma-Quick Step | + 1 min 16 s     |
| 10.º | Robert Kiserlovski | Astana                  | + 1 min 21 s     |

### Etapa 5
| Suze-la-Rousse - Sisteron | etapa escarpada | (178,5 km) |

| \| Clasificación de la etapa \| Clasificación de la etapa \| Clasificación de la etapa \| Clasificación de la etapa \| Clasificación de la etapa \| \| Ciclista \| Ciclista \| Equipo \| Tiempo \| \| \| ------------------------- \| ------------------------- \| --------------------------- \| ------------------------- \| ------------------------- \| \| 1.º \| Luis León Sánchez \| Rabobank \| 4 h 07 min 58 s \| \| \| 2.º \| Jens Voigt \| RadioShack-Nissan \| + 0 s \| \| \| 3.º \| Heinrich Haussler \| Garmin-Barracuda \| + 14 s \| \| \| 4.º \| Elia Viviani \| Liquigas-Cannondale \| + 14 s \| \| \| 5.º \| Grega Bole \| Lampre-ISD \| + 14 s \| \| \| 6.º \| Alexander Kristoff \| Katusha \| + 14 s \| \| \| 7.º \| Samuel Dumoulin \| Cofidis, le Crédit en Ligne \| + 14 s \| \| \| 8.º \| Romain Feillu \| Vacansoleil-DCM \| + 14 s \| \| \| 9.º \| Koen De Kort \| Project 1t4i \| + 14 s \| \| \| 10.º \| Jacopo Guarnieri \| Astana \| + 14 s \| \| |                    |                             |                 |
| |                    |                             |                 |
| |                    |                             |                 |
| Clasificación de la etapa |                    |                             |                 |
| Ciclista | Ciclista           | Equipo                      | Tiempo          |
| 1.º | Luis León Sánchez  | Rabobank                    | 4 h 07 min 58 s |
| 2.º | Jens Voigt         | RadioShack-Nissan           | + 0 s           |
| 3.º | Heinrich Haussler  | Garmin-Barracuda            | + 14 s          |
| 4.º | Elia Viviani       | Liquigas-Cannondale         | + 14 s          |
| 5.º | Grega Bole         | Lampre-ISD                  | + 14 s          |
| 6.º | Alexander Kristoff | Katusha                     | + 14 s          |
| 7.º | Samuel Dumoulin    | Cofidis, le Crédit en Ligne | + 14 s          |
| 8.º | Romain Feillu      | Vacansoleil-DCM             | + 14 s          |
| 9.º | Koen De Kort       | Project 1t4i                | + 14 s          |
| 10.º | Jacopo Guarnieri   | Astana                      | + 14 s          |

| \| Clasificación general \| Clasificación general \| Clasificación general \| Clasificación general \| Clasificación general \| \| Ciclista \| Ciclista \| Equipo \| Tiempo \| \| \| --------------------- \| --------------------- \| ----------------------- \| --------------------- \| --------------------- \| \| 1.º \| Bradley Wiggins \| Team Sky \| 18 h 23 min 40 s \| \| \| 2.º \| Lieuwe Westra \| Vacansoleil-DCM \| + 6 s \| \| \| 3.º \| Levi Leipheimer \| Omega Pharma-Quick Step \| + 10 s \| \| \| 4.º \| Alejandro Valverde \| Movistar Team \| + 18 s \| \| \| 5.º \| Simon Špilak \| Katusha \| + 37 s \| \| \| 6.º \| Tejay van Garderen \| BMC Racing Team \| + 39 s \| \| \| 7.º \| Maxime Monfort \| RadioShack-Nissan \| + 46 s \| \| \| 8.º \| Arnold Jeannesson \| FDJ-BigMat \| + 1 min 06 s \| \| \| 9.º \| Sylvain Chavanel \| Omega Pharma-Quick Step \| + 1 min 16 s \| \| \| 10.º \| Robert Kiserlovski \| Astana \| + 1 min 21 s \| \| |                    |                         |                  |
| |                    |                         |                  |
| |                    |                         |                  |
| Clasificación general |                    |                         |                  |
| Ciclista | Ciclista           | Equipo                  | Tiempo           |
| 1.º | Bradley Wiggins    | Team Sky                | 18 h 23 min 40 s |
| 2.º | Lieuwe Westra      | Vacansoleil-DCM         | + 6 s            |
| 3.º | Levi Leipheimer    | Omega Pharma-Quick Step | + 10 s           |
| 4.º | Alejandro Valverde | Movistar Team           | + 18 s           |
| 5.º | Simon Špilak       | Katusha                 | + 37 s           |
| 6.º | Tejay van Garderen | BMC Racing Team         | + 39 s           |
| 7.º | Maxime Monfort     | RadioShack-Nissan       | + 46 s           |
| 8.º | Arnold Jeannesson  | FDJ-BigMat              | + 1 min 06 s     |
| 9.º | Sylvain Chavanel   | Omega Pharma-Quick Step | + 1 min 16 s     |
| 10.º | Robert Kiserlovski | Astana                  | + 1 min 21 s     |

### Etapa 6
| Sisteron - Niza | etapa de media montaña | (219,5 km) |

| \| Clasificación de la etapa \| Clasificación de la etapa \| Clasificación de la etapa \| Clasificación de la etapa \| Clasificación de la etapa \| \| Ciclista \| Ciclista \| Equipo \| Tiempo \| \| \| ------------------------- \| ------------------------- \| --------------------------- \| ------------------------- \| ------------------------- \| \| 1.º \| Thomas de Gendt \| Vacansoleil-DCM \| 5 h 11 min 48 s \| \| \| 2.º \| Rein Taaramäe \| Cofidis, le Crédit en Ligne \| + 6 min 18 s \| \| \| 3.º \| John Degenkolb \| Project 1t4i \| + 9 min 24 s \| \| \| 4.º \| Gregory Henderson \| Lotto-Belisol \| + 9 min 24 s \| \| \| 5.º \| Thor Hushovd \| BMC Racing Team \| + 9 min 24 s \| \| \| 6.º \| José Joaquín Rojas \| Movistar Team \| + 9 min 24 s \| \| \| 7.º \| Romain Feillu \| Vacansoleil-DCM \| + 9 min 24 s \| \| \| 8.º \| Simon Clarke \| GreenEDGE Cycling \| + 9 min 24 s \| \| \| 9.º \| Xavier Florencio \| Katusha \| + 9 min 24 s \| \| \| 10.º \| Grega Bole \| Lampre-ISD \| + 9 min 24 s \| \| |                    |                             |                 |
| |                    |                             |                 |
| |                    |                             |                 |
| Clasificación de la etapa |                    |                             |                 |
| Ciclista | Ciclista           | Equipo                      | Tiempo          |
| 1.º | Thomas de Gendt    | Vacansoleil-DCM             | 5 h 11 min 48 s |
| 2.º | Rein Taaramäe      | Cofidis, le Crédit en Ligne | + 6 min 18 s    |
| 3.º | John Degenkolb     | Project 1t4i                | + 9 min 24 s    |
| 4.º | Gregory Henderson  | Lotto-Belisol               | + 9 min 24 s    |
| 5.º | Thor Hushovd       | BMC Racing Team             | + 9 min 24 s    |
| 6.º | José Joaquín Rojas | Movistar Team               | + 9 min 24 s    |
| 7.º | Romain Feillu      | Vacansoleil-DCM             | + 9 min 24 s    |
| 8.º | Simon Clarke       | GreenEDGE Cycling           | + 9 min 24 s    |
| 9.º | Xavier Florencio   | Katusha                     | + 9 min 24 s    |
| 10.º | Grega Bole         | Lampre-ISD                  | + 9 min 24 s    |

| \| Clasificación general \| Clasificación general \| Clasificación general \| Clasificación general \| Clasificación general \| \| Ciclista \| Ciclista \| Equipo \| Tiempo \| \| \| --------------------- \| --------------------- \| ----------------------- \| --------------------- \| --------------------- \| \| 1.º \| Bradley Wiggins \| Team Sky \| 27 h 53 min 04 s \| \| \| 2.º \| Lieuwe Westra \| Vacansoleil-DCM \| + 6 s \| \| \| 3.º \| Alejandro Valverde \| Movistar Team \| + 18 s \| \| \| 4.º \| Simon Špilak \| Katusha \| + 37 s \| \| \| 5.º \| Tejay van Garderen \| BMC Racing Team \| + 39 s \| \| \| 6.º \| Maxime Monfort \| RadioShack-Nissan \| + 46 s \| \| \| 7.º \| Arnold Jeannesson \| FDJ-BigMat \| + 1 min 06 s \| \| \| 8.º \| Sylvain Chavanel \| Omega Pharma-Quick Step \| + 1 min 16 s \| \| \| 9.º \| Robert Kiserlovski \| Astana \| + 1 min 21 s \| \| \| 10.º \| Ángel Vicioso \| Katusha \| + 2 min 24 s \| \| |                    |                         |                  |
| |                    |                         |                  |
| |                    |                         |                  |
| Clasificación general |                    |                         |                  |
| Ciclista | Ciclista           | Equipo                  | Tiempo           |
| 1.º | Bradley Wiggins    | Team Sky                | 27 h 53 min 04 s |
| 2.º | Lieuwe Westra      | Vacansoleil-DCM         | + 6 s            |
| 3.º | Alejandro Valverde | Movistar Team           | + 18 s           |
| 4.º | Simon Špilak       | Katusha                 | + 37 s           |
| 5.º | Tejay van Garderen | BMC Racing Team         | + 39 s           |
| 6.º | Maxime Monfort     | RadioShack-Nissan       | + 46 s           |
| 7.º | Arnold Jeannesson  | FDJ-BigMat              | + 1 min 06 s     |
| 8.º | Sylvain Chavanel   | Omega Pharma-Quick Step | + 1 min 16 s     |
| 9.º | Robert Kiserlovski | Astana                  | + 1 min 21 s     |
| 10.º | Ángel Vicioso      | Katusha                 | + 2 min 24 s     |

### Etapa 7
| Niza - Col d'Èze | cronoescalada | (9,6 km) |

| \| Clasificación de la etapa \| Clasificación de la etapa \| Clasificación de la etapa \| Clasificación de la etapa \| Clasificación de la etapa \| \| Ciclista \| Ciclista \| Equipo \| Tiempo \| \| \| ------------------------- \| ------------------------- \| --------------------------- \| ------------------------- \| ------------------------- \| \| 1.º \| Bradley Wiggins \| Team Sky \| 19 min 12 s \| \| \| 2.º \| Lieuwe Westra \| Vacansoleil-DCM \| + 2 s \| \| \| 3.º \| Jean-Christophe Péraud \| AG2R La Mondiale \| + 33 s \| \| \| 4.º \| Simon Špilak \| Katusha \| + 47 s \| \| \| 5.º \| Jérôme Coppel \| Saur-Sojasun \| + 51 s \| \| \| 6.º \| Alejandro Valverde \| Movistar Team \| + 52 s \| \| \| 7.º \| Andreas Klöden \| RadioShack-Nissan \| + 58 s \| \| \| 8.º \| David Moncoutié \| Cofidis, le Crédit en Ligne \| + 59 s \| \| \| 9.º \| Damiano Cunego \| Lampre-ISD \| + 59 s \| \| \| 10.º \| Rigoberto Urán \| Team Sky \| + 1 min 06 s \| \| |                        |                             |              |
| |                        |                             |              |
| |                        |                             |              |
| Clasificación de la etapa |                        |                             |              |
| Ciclista | Ciclista               | Equipo                      | Tiempo       |
| 1.º | Bradley Wiggins        | Team Sky                    | 19 min 12 s  |
| 2.º | Lieuwe Westra          | Vacansoleil-DCM             | + 2 s        |
| 3.º | Jean-Christophe Péraud | AG2R La Mondiale            | + 33 s       |
| 4.º | Simon Špilak           | Katusha                     | + 47 s       |
| 5.º | Jérôme Coppel          | Saur-Sojasun                | + 51 s       |
| 6.º | Alejandro Valverde     | Movistar Team               | + 52 s       |
| 7.º | Andreas Klöden         | RadioShack-Nissan           | + 58 s       |
| 8.º | David Moncoutié        | Cofidis, le Crédit en Ligne | + 59 s       |
| 9.º | Damiano Cunego         | Lampre-ISD                  | + 59 s       |
| 10.º | Rigoberto Urán         | Team Sky                    | + 1 min 06 s |

## Clasificaciones finales

### Clasificación general
| \| Clasificación general \| Clasificación general \| Clasificación general \| Clasificación general \| Clasificación general \| \| Ciclista \| Ciclista \| Equipo \| Tiempo \| \| \| --------------------- \| --------------------- \| ----------------------- \| --------------------- \| --------------------- \| \| 1.º \| Bradley Wiggins \| Team Sky \| 28 h 12 min 16 s \| \| \| 2.º \| Lieuwe Westra \| Vacansoleil-DCM \| + 8 s \| \| \| 3.º \| Alejandro Valverde \| Movistar Team \| + 1 min 10 s \| \| \| 4.º \| Simon Špilak \| Katusha \| + 1 min 24 s \| \| \| 5.º \| Tejay van Garderen \| BMC Racing Team \| + 1 min 54 s \| \| \| 6.º \| Arnold Jeannesson \| FDJ-BigMat \| + 2 min 13 s \| \| \| 7.º \| Maxime Monfort \| RadioShack-Nissan \| + 2 min 21 s \| \| \| 8.º \| Sylvain Chavanel \| Omega Pharma-Quick Step \| + 2 min 42 s \| \| \| 9.º \| Robert Kiserlovski \| Astana \| + 3 min 30 s \| \| \| 10.º \| Ángel Vicioso \| Katusha \| + 3 min 50 s \| \| |                    |                         |                  |
| |                    |                         |                  |
| Fuente: ProCyclingStats |                    |                         |                  |
| Clasificación general |                    |                         |                  |
| Ciclista | Ciclista           | Equipo                  | Tiempo           |
| 1.º | Bradley Wiggins    | Team Sky                | 28 h 12 min 16 s |
| 2.º | Lieuwe Westra      | Vacansoleil-DCM         | + 8 s            |
| 3.º | Alejandro Valverde | Movistar Team           | + 1 min 10 s     |
| 4.º | Simon Špilak       | Katusha                 | + 1 min 24 s     |
| 5.º | Tejay van Garderen | BMC Racing Team         | + 1 min 54 s     |
| 6.º | Arnold Jeannesson  | FDJ-BigMat              | + 2 min 13 s     |
| 7.º | Maxime Monfort     | RadioShack-Nissan       | + 2 min 21 s     |
| 8.º | Sylvain Chavanel   | Omega Pharma-Quick Step | + 2 min 42 s     |
| 9.º | Robert Kiserlovski | Astana                  | + 3 min 30 s     |
| 10.º | Ángel Vicioso      | Katusha                 | + 3 min 50 s     |

### Clasificación por puntos
| Clasificación por puntos | Clasificación por puntos | Clasificación por puntos | Clasificación por puntos | Clasificación por puntos |
| Ciclista                 | Ciclista                 | Equipo                   | Puntos                   |                          |
| ------------------------ | ------------------------ | ------------------------ | ------------------------ | ------------------------ |
| 1.º                      | Bradley Wiggins          | Team Sky                 | 92 pts                   |                          |
| 2.º                      | Alejandro Valverde       | Movistar Team            | 89 pts                   |                          |
| 3.º                      | Lieuwe Westra            | Vacansoleil-DCM          | 85 pts                   |                          |
| 4.º                      | Luis León Sánchez        | Rabobank                 | 52 pts                   |                          |
| 5.º                      | Tejay van Garderen       | BMC Racing Team          | 50 pts                   |                          |
| 6.º                      | Levi Leipheimer          | Omega Pharma-Quick Step  | 50 pts                   |                          |
| 7.º                      | Grega Bole               | Lampre-ISD               | 49 pts                   |                          |
| 8.º                      | Xavier Florencio         | Katusha                  | 46 pts                   |                          |
| 9.º                      | Thomas de Gendt          | Vacansoleil-DCM          | 45 pts                   |                          |
| 10.º                     | Gianni Meersman          | Lotto-Belisol            | 45 pts                   |                          |

### Clasificación de la montaña
| Clasificación de la montaña | Clasificación de la montaña | Clasificación de la montaña | Clasificación de la montaña | Clasificación de la montaña |
| Ciclista                    | Ciclista                    | Equipo                      | Puntos                      |                             |
| --------------------------- | --------------------------- | --------------------------- | --------------------------- | --------------------------- |
| 1.º                         | Frederik Veuchelen          | Vacansoleil-DCM             | 64 pts                      |                             |
| 2.º                         | Luis Ángel Maté             | Cofidis, le Crédit en Ligne | 28 pts                      |                             |
| 3.º                         | Rein Taaramäe               | Cofidis, le Crédit en Ligne | 20 pts                      |                             |
| 4.º                         | David Le Lay                | Saur-Sojasun                | 20 pts                      |                             |
| 5.º                         | Yukiya Arashiro             | Team Europcar               | 19 pts                      |                             |
| 6.º                         | Bart De Clercq              | Lotto-Belisol               | 15 pts                      |                             |
| 7.º                         | Simon Clarke                | GreenEDGE Cycling           | 8 pts                       |                             |
| 8.º                         | Jean-Christophe Péraud      | AG2R La Mondiale            | 5 pts                       |                             |
| 9.º                         | Laurens ten Dam             | Rabobank                    | 5 pts                       |                             |
| 10.º                        | Simon Geschke               | Project 1t4i                | 5 pts                       |                             |

### Clasificación de los jóvenes
| Clasificación del mejor joven | Clasificación del mejor joven | Clasificación del mejor joven | Clasificación del mejor joven | Clasificación del mejor joven |
| Ciclista                      | Ciclista                      | Equipo                        | Tiempo                        |                               |
| ----------------------------- | ----------------------------- | ----------------------------- | ----------------------------- | ----------------------------- |
| 1.º                           | Tejay van Garderen            | BMC Racing Team               | 28 h 14 min 10 s              |                               |
| 2.º                           | Rigoberto Urán                | Team Sky                      | + 2 min 46 s                  |                               |
| 3.º                           | Romain Sicard                 | Euskaltel-Euskadi             | + 7 min 55 s                  |                               |
| 4.º                           | Davide Malacarne              | Team Europcar                 | + 8 min 53 s                  |                               |
| 5.º                           | Dominik Nerz                  | Liquigas-Cannondale           | + 10 min 02 s                 |                               |
| 6.º                           | Diego Ulissi                  | Lampre-ISD                    | + 12 min 38 s                 |                               |
| 7.º                           | Gorka Izagirre                | Euskaltel-Euskadi             | + 20 min 49 s                 |                               |
| 8.º                           | Alexandre Geniez              | Project 1t4i                  | + 25 min 14 s                 |                               |
| 9.º                           | Rein Taaramäe                 | Cofidis, le Crédit en Ligne   | + 29 min 15 s                 |                               |
| 10.º                          | Kris Boeckmans                | Vacansoleil-DCM               | + 33 min 32 s                 |                               |

### Clasificación por equipos
| Clasificación por equipos | Clasificación por equipos | Clasificación por equipos | Clasificación por equipos |
| Equipo                    | Equipo                    | Tiempo                    |                           |
| ------------------------- | ------------------------- | ------------------------- | ------------------------- |
| 1.º                       | Vacansoleil - DCM         | 84 h 39 min 30 s          |                           |
| 2.º                       | Sky                       | + 4 min 45 s              |                           |
| 3.º                       | Movistar Team             | + 7 min 28 s              |                           |
| 4.º                       | Katusha Team              | + 8 min 43 s              |                           |
| 5.º                       | Omega Pharma-Quick Step   | + 8 min 49 s              |                           |

## Evolución de las clasificaciones
| Etapa (Vencedor)                 | Clasificación general | Clasificación por puntos | Clasificación de la montaña | Clasificación de los jóvenes | Clasificación por equipos |
| -------------------------------- | --------------------- | ------------------------ | --------------------------- | ---------------------------- | ------------------------- |
| 1ª etapa (CRI) (Gustav Larsson)  | Gustav Larsson        | Gustav Larsson           | Thomas De Gendt             | Tejay van Garderen           | Omega Pharma-Quick Step   |
| 2ª etapa (Tom Boonen)            | Bradley Wiggins       | Tom Boonen               | Thomas De Gendt             | Tejay van Garderen           | Omega Pharma-Quick Step   |
| 3ª etapa (Alejandro Valverde)    | Bradley Wiggins       | Alejandro Valverde       | Thomas De Gendt             | Tejay van Garderen           | Omega Pharma-Quick Step   |
| 4ª etapa (Gianni Meersman)       | Bradley Wiggins       | Alejandro Valverde       | Luis Ángel Maté             | Tejay van Garderen           | Omega Pharma-Quick Step   |
| 5ª etapa (Lieuwe Westra)         | Bradley Wiggins       | Alejandro Valverde       | Frederik Veuchelen          | Tejay van Garderen           | Omega Pharma-Quick Step   |
| 6ª etapa (Luis León Sánchez)     | Bradley Wiggins       | Alejandro Valverde       | Frederik Veuchelen          | Tejay van Garderen           | Omega Pharma-Quick Step   |
| 7ª etapa (Thomas De Gendt)       | Bradley Wiggins       | Alejandro Valverde       | Frederik Veuchelen          | Tejay van Garderen           | Vacansoleil-DCM           |
| 8ª etapa (CRI) (Bradley Wiggins) | Bradley Wiggins       | Bradley Wiggins          | Frederik Veuchelen          | Tejay van Garderen           | Vacansoleil-DCM           |
| Final                            | Bradley Wiggins       | Bradley Wiggins          | Frederik Veuchelen          | Tejay van Garderen           | Vacansoleil-DCM           |